# Meruelo
Meruelo és un municipi de la Comunitat Autònoma de Cantàbria. Limita al nord amb Bareyo i Arnuero, a l'oest amb Bareyo i Ribamontán al Mar, al sud amb Hazas de Cesto i a l'est amb Arnuero i Escalante. Està situat en la històrica comarca de Trasmiera.

## Localitats
- San Bartolomé de Meruelo.
- San Mamés de Meruelo.
- San Miguel de Meruelo (Capital).

## Demografia
| 1900 | 1910 | 1920  | 1930  | 1940  | 1950  | 1960  | 1970  | 1980 | 1990  | 2000  | 2007  |
| ---- | ---- | ----- | ----- | ----- | ----- | ----- | ----- | ---- | ----- | ----- | ----- |
| 849  | 804  | 1.001 | 1.200 | 1.426 | 1.144 | 1.174 | 1.016 | 833  | 1.055 | 1.121 | 1.467 |

Font: INE

## Administració
| Eleccions municipals, 23 de maig de 2003 |      |        |          |
| Partit                                   | Vots | %      | Regidors |
| PP                                       | 676  | 72,30% | 7        |
| PRC                                      | 231  | 24,71% | 2        |

| Eleccions municipals, 27 de maig de 2007 |      |        |          |
| Partit                                   | Vots | %      | Regidors |
| PP                                       | 620  | 62,37% | 6        |
| PRC                                      | 334  | 33,60% | 3        |